# Valfrid Spångberg
Karl Valfrid Spångberg, född 12 oktober 1871 i Kattnäs församling, Södermanlands län, död 9 maj 1946 i Gustav Vasa församling, Stockholm, var en svensk journalist och författare.
Han var gift med skådespelaren Ina Bock. De var föräldrar till juristen Birgit Spångberg.

## Biografi
Spångberg blev student 1891 och var sedan 1893 verksam på den journalistiska banan med politik som specialitet. Han var medarbetare i Östergötlands Dagblad 1893-94 och 1894-95 i tidningen Småland och utrikeskorrespondent för landsortstidningar 1895-96. Från 1896 var han medarbetare för Aftonbladet (där han skrev under signaturen V-d S).
Han grundade Afton-Tidningen 1909 och var dess chefredaktör fram till 1912; 1919-20 var han medarbetare där, varefter han kom att författa korrespondenser för den liberala pressen. Han tog initiativet till Svenska Journalistföreningen 1902, vars ordförande han var under perioden 1903 till 1908.
Spångberg har även utgett böcker som omfattar mestadels politik och personhistoria, som exempelvis över Adolf Hedin (1925), Hjalmar Öhrvall (1929) samt även historiken i jubileumsskriften Publicistklubben 1874-1924 (1924). Han skrev även en motskrift till Aktivistboken 1916.
Valfrid Spångberg gravsattes på Stockholms norra begravningsplats den 18 maj (19A1/398).